# Engelhard von Nathusius
Engelhard Friedrich Wilhelm von Nathusius (* 18. Juli 1892 in Freienwalde (Oder); † 16. März 1975 in Hamburg) war ein Hamburger Ratsherr, Staatsrat und SS-Oberführer.
Nathusius war das jüngste von vier Kindern aus der zweiten Ehe seines Vaters, des Politikers Philipp von Nathusius mit Agnes, geb. Holtz. Eine ältere Halbschwester war die Schriftstellerin Annemarie von Nathusius.

## Jugend und Militärdienstzeit
Er verlebte seine Kindheit in Potsdam und Berlin. Nachdem sein Vater im Jahr 1900 gestorben war, zog die Mutter mit ihren zwei Kindern (die älteren beiden Brüder von Nathusius waren bereits jung gestorben) nach Lochwitz bei Crossen (Oder). Hier erhielt er seine schulische Grundausbildung durch seine Mutter, einer Lehrerin, und durch Hauslehrer.
1902 erfolgte der Eintritt in die Kadettenanstalt in Potsdam, im Abschluss in die Preußische Hauptkadettenanstalt in Berlin Groß Lichterfelde. Das letzte Kriegsschuljahr verbrachte er in Bad Hersfeld. Danach erfolgte die Einberufung zum Infanterie-Regiment „von Alvensleben“ (6. Brandenburgisches) Nr. 52 in Cottbus.
Im Ersten Weltkrieg wurde Nathusius in Belgien, Frankreich, Serbien und Russland eingesetzt. Er wurde zweimal verwundet und mit den Eisernen Kreuzen II. und I. Klasse ausgezeichnet. Nach seinem Einsatz in Russland nach Kriegsende zurückgekehrt, wurde er in Litauen Angehöriger des Freikorps „von Randow“ und kämpfte zusammen mit anderen Freiwilligen-Verbänden, zusammengesetzt aus Angehörigen der alten kaiserlichen Armee gegen die Truppen der Bolschewiki. Nach Beendigung dieser Kämpfe und Bildung des neuen litauischen Staates wurde er 1920 im Alter von 28 Jahren als Hauptmann aus der Armee entlassen.

## Zeit im Nationalsozialismus
Als Zivilist absolvierte Nathusius zunächst eine Lehre im Speditions- und Versicherungswesen in Ostpreußen, in dessen Folge er Hauptbuchhalter und Expedient in der Hauptgeschäftsstelle einer Königsberger Firma in Berlin wurde. Zum 12. März 1926 trat Nathusius der NSDAP bei (Mitgliedsnummer 31.944) und wechselte wenig später zur Kölner Zigarettenfabrik Haus Neuerburg. Über dreißig Jahre sollte er – mit Unterbrechungen – bei dieser Firma arbeiten. 1927 wurde ihm Prokura erteilt. Zunächst wurde er in Berlin eingesetzt; dort war er auch Ortsgruppenleiter der NSDAP. Seit 1929 war er als Verkaufsleiter der Haus-Neuerburg-Niederlassung in Hamburg-Wandsbek. Nachdem Haus Neuerburg 1935 von den Reemtsma Cigarettenfabriken übernommen worden war, war sein neuer Vorgesetzter Philipp Reemtsma.
Von 1937 bis 1942 war von Nathusius Präsident des Hamburger Renn-Clubs.

### Staatsrat und SS-Mitglied
Nach 1933 wurde Engelhard zum Hamburgischen Ratsherr und Staatsrat (der Staatsrat [Ratsherrenversammlung] bestand in der NS-Zeit aus 45 Ehrenbeamten mit beratender Funktion als Mittler zwischen Verwaltung, Industrie, Bevölkerung und Partei. Ihm gehörten u. a. alle NSDAP-Kreisleiter des Hamburger Raumes, Industrielle und Vertreter der Kultur an) in der gleichgeschalteten Bürgerschaft ernannt. Er leitete zeitweise das Parteigericht der NSDAP in der Hansestadt und gehörte seit 1935 der SS an, zuletzt im Rang eines SS-Oberführers (Mitglieds-Nr. 250.071). Nathusius war Duzfreund des SA-Stabschefs Viktor Lutze und der Hamburger Gauführers Karl Kaufmann. Diese Verbindungen nutzte er offensichtlich für seinen Arbeitgeber. Für seine Verdienste als Vermittler von Geschäften zwischen den Firmen Haus Neuerburg/Reemtsma und der SA/SS (vermutlich in Verbindung der SA-eigenen Zigarettenmarken) erhielt er eine Zuwendung seines Arbeitgebers in Höhe von 244.000 Reichsmark. Nathusius war Träger der in höheren SS-Kreisen üblichen Auszeichnungen wie des Ehrendegens, des Totenkopfrings und des Goldenen Parteiabzeichens.
Im Zweiten Weltkrieg wurde er – vermutlich nur kurz – reaktiviert. Nach späterer eigener Aussage war er als Major und Abteilungskommandeur in Wien bei einer Ersatzabteilung tätig. Anderen Quellen zufolge wurde er als Wirtschaftsführer danach UK gestellt. In Wien lernte er den seinerzeit dort amtierenden Gauleiter Josef Bürckel kennen, der bis zu seiner Versetzung nach Lothringen oberster NSDAP-Führer in der Ostmark war. Zeitgleich mit Bürckels Versetzung wurde Nathusius 1942 dem SS-Oberabschnitt Westmark unterstellt und im selben Jahr kaufte er im besetzten Lothringen eine „arisierte“ Schamotte- und Siliconfabrik (in Hagendingen bei Metz), in die er den größten Teil seines Vermögens investierte. Außerdem war er Geschäftsführer einer mechanischen Weberei in Mörchingen im Kreis Saarburg.

### Scheidungsprobleme
Nathusius zweite Frau Marie war eine überzeugte Nationalsozialistin und gehörte in den 1920er Jahren zur weiblichen Entourage Adolf Hitlers in Münchner Künstler- und Kaffeehauskreisen. Auch noch in den 1930er Jahren hatte sie persönliches Vortragsrecht in der Partei- und Reichskanzlei. Diese Beziehungen verschärften die Schwierigkeiten Nathusius’ bei der Scheidung von ihr. Umstrittene Unterhaltszahlungen für sie und ihre Tochter aus ihrer ersten Ehe wurden schließlich dahingehend geregelt, dass Nathusius’ Arbeitgeber Reemtsma ab 1938 die Unterhaltszahlungen auf Wunsch des Führers übernahm, um den damaligen Hamburger Staatsrat nicht in der Öffentlichkeit bloßzustellen. Nathusius’ Frau wurde hierbei vom SS- und Polizeiführer Udo von Woyrsch unterstützt.

### Der Wittje-Streit
Neben seiner Funktion als Prokurist bei Reemtsma war Nathusius auch Aufsichtsratsvorsitzender einer 1937 gegründeten Sprengstoff- und Munitionsfabrik, die unter dem Namen WACO (Waaren-Commissions-A.G.) mit Sitz in Hamburg eine Fabrik bei Dragahn im Wendland errichtete. Die WACO produzierte im Jahr 1944 pro Monat 1.100 Tonnen TNT, verfügte über einen eigenen Gleisanschluss und beschäftigte etwa 200 bis 300 Arbeiter, seit 1942 vor allem Zwangsarbeiter aus dem Osten. Gesellschafter der WACO waren u. a. die Commerzbank und die SS. Geschäftsführer war seit 1937 der SS-Oberabschnittsführer Nord und zeitweilige Chef des SS-Hauptamtes in Berlin Curt Wittje. Wegen dessen Lebenswandels und seiner ihm unterstellten Homosexualität, aber auch wegen erbittert geführter Streitigkeiten mit Nathusius im Zusammenhang mit der WACO, wobei es u. a. um Unterschlagung jüdischen Vermögens aber auch um das Privatleben der beiden SS-Führer ging, wurde Wittje 1938 auf Veranlassung von Heinrich Himmler aus der SS entlassen, auch wenn dieser in einer Stellungnahme gleichfalls Nathusius fehlerhaftes Verhalten vorwarf.

### SS-Konflikt
Nach der Besetzung Lothringens durch die Amerikaner und dem Verlust seiner Firma tauchte Nathusius unter, da seine UK-Stellung nunmehr hinfällig geworden war und er vom SS-Oberkommando West sogar gesucht wurde, weil ihm außerdem von der SS-Führung vorgeworfen wurde, er habe die lothringische Firma zu billig erhalten und zudem eine Weltkriegsverletzung zur Untermauerung der UK-Stellung vorgetäuscht. Die Suche nach ihm blieb bis Kriegsende ergebnislos.

## Nachkriegszeit
Die Hintergründe und der Verlauf eines Prozesses gegen Nathusius im Zusammenhang mit der Beschäftigung von Zwangsarbeitern, der 1946/47 gegen ihn im Rahmen der im Hamburger Curiohaus stattfindenden britischen Militärgerichtsprozesse zu Kriegsverbrechen (von 1946 bis 1948 fanden im weitgehend unzerstörten Curiohaus die Curiohaus-Prozesse der britischen Militärregierung statt) geführt wurde, sind noch unerforscht. Ab Ende der 1940er Jahre und nach zeitweiliger Aberkennung der bürgerlichen Ehrenrechte, setzte er seine kaufmännische Tätigkeit bei Reemtsma fort und schied dort erst 1961 im Alter von 69 Jahren aus. In einem Nachruf der Firma hieß es später: „Mit seiner Aufgeschlossenheit, seiner Hilfsbereitschaft und seinem geradlinigen Wesen gewann er sich Anerkennung und Freunde.“ Im Jahr 1962 gründete er in Hamburg noch eine chemische Reinigung. Wenige Monate vor seinem 83. Geburtstag verstarb Engelhard im März 1975 in Hamburg als letztes der vierzehn Kinder seines Vaters.

## Familie
Während seiner Militärzeit in Litauen hatte Nathusius sich in erster Ehe im November 1919 in der Kreisstadt Raseinen mit der Litauerin Katharina Pancerna verheiratet. Nach Ausweisung der noch in Litauen stationierten Freikorpsverbände wohnte Engelhard zunächst im grenznahen Eydtkuhnen, später in Königsberg. Die kinderlos gebliebene Ehe wurde 1924 nach deutschem Recht geschieden, da die Ehefrau ihrem Mann nicht nach Deutschland folgen wollte. Am 15. September 1926 verheiratete er sich in Essen in zweiter Ehe mit Maria, geb. Schad von Mittelbiberach (* 1900), Tochter von Hans Schad von Mittelbiberach und Maria Magdalena, geb. Kehrer. Auch diese Ehe blieb kinderlos und wurde Ende 1932 geschieden. Am 13. November 1933 heiratete Engelhard in Berlin in dritter Ehe Wilhelmine, geb. Hoffmann (* 1907). 1940 wurde sein Sohn geboren.